# Myrmecodillo pygmaeus
Myrmecodillo pygmaeus är en kräftdjursart som först beskrevs av Albert Vandel1973.  Myrmecodillo pygmaeus ingår i släktet Myrmecodillo och familjen Armadillidae. Inga underarter finns listade i Catalogue of Life.